# Carme Sala Bigas
Carme Sala Bigas (ur. 29 października 1920 w Tonie; zm. 28 grudnia 1952 w Vic) – hiszpańska dominikanka, Służebnica Boża Kościoła katolickiego.

## Życiorys
Urodziła się 29 października 1920 roku w wielodzietnej rodzinie. W dniu 14 kwietnia 1941 roku, mając 20 lat wstąpiła do dominikanek w klasztorze Santa Clara i przyjęła imię zakonne Maria z Lourdes. W zakonie wykonywała różne posługi, a także często rozmyślała o tajemnicy Trójcy Świętej. Wkrótce zachorowała na raka żołądka i zmarła 28 grudnia 1952 roku, mając 32 lata w opinii świętości. W 1987 roku rozpoczął się jej proces beatyfikacyjny.